# Didžiokas
Didžiokas ist ein litauischer männlicher Familienname, abgeleitet vom Wort didis.

## Weibliche Formen
- Didžiokaitė (ledig)
- Didžiokienė (verheiratet)

## Namensträger
- Gintaras Didžiokas (* 1966), Politiker, MdEP
- Rimantas Didžiokas (* 1953), Ingenieur und Politiker